# Intelektualista

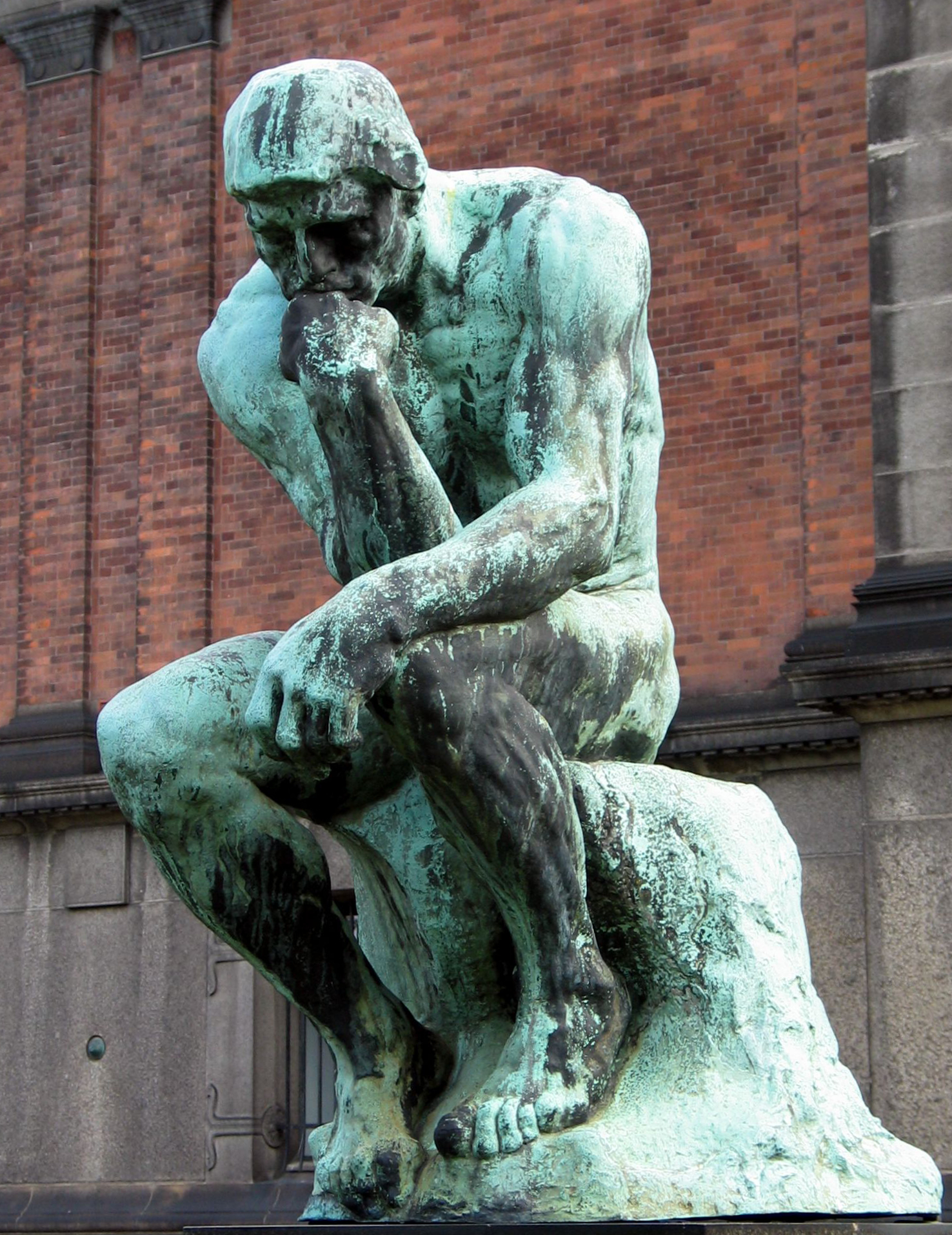
Myśliciel Auguste’a Rodina

Intelektualista (fr. intellectualiste) – osoba, którą cechuje rozwinięta inteligencja (władza rozumienia, myślenia i rozumowania), szczególna zdolność do krytycznej analizy i syntezy, bogata wiedza (erudycja) („człowiek o dużej kulturze umysłowej i osobistej”); która powyższe cechy wykorzystuje do wykonywania zawodu („zajmuje się twórczą pracą umysłową”); która w życiu kieruje się raczej intelektem niż emocjami („którego postawę cechuje przewaga intelektu nad emocjami”), która stanowi autorytet publiczny. Intelektualista to zatem – w zależności od ujęcia – inaczej „erudyta”, „naukowiec”, „zimny myśliciel”, „guru”, ale także po prostu „przedstawiciel inteligencji”.
Nie należy mylić tego pojęcia z pojęciem zwolennika intelektualizmu, jako prądu filozoficznego.

## Historia pojęcia
Pojęcie intelektualisty („intellectuel”) pojawiło się pod koniec XVIII w. we Francji i Włoszech (związane z iluminizmem). Rozpowszechniło się w XIX wieku, w związku z aferą Alfreda Dreyfusa – szczególnie często pojawia się w dziełach Émila Zoli.
Karol Marks uważał, że intelektualiści przypominają proletariat, ponieważ zdobywają środki do życia, sprzedając swoją pracę, zatem są często obiektem wyzysku ze strony posiadaczy kapitału. Z drugiej strony intelektualiści wykonujący pracę umysłową często są zarządcami przedsiębiorstw, pobierającymi wyższe wynagrodzenia, niż robotnicy i żyją w sposób podobny do burżuazji. Dla Lenina stali się klasą podejrzanych indywidualistów, którzy pielęgnowali swoją niezależność osobistą, a gdy nie wspierali ideologii komunistycznej i rewolucji, lecz domagali się wolności dla innych – za niebezpiecznych wichrzycieli. Analizy sytuacji intelektualistów tego okresu znaleźć można np. w dziełach literackich Michaiła Bułhakowa. W czasach stalinowskich intelektualiści zostali wprost uznani za szkodliwą warstwę społeczną i poddawani ostrym prześladowaniom, zsyłkom do Gułagu i czystkom (np. poeta Aleksander Błok, myśliciel Aleksandr Sołżenicyn). Zachodni intelektualiści wspierający system komunistyczny i dziennikarze-korespondenci w ZSRR w tym czasie (określani, prawdopodobnie przez Lenina, jako użyteczni idioci), byli traktowani przez komunistów sowieckich instrumentalnie, choć prawdopodobnie nie bez ich milczącej zgody (np. najbardziej znany negacjonista wielkiego głodu na Ukrainie – Walter Duranty – nagrodzony za swe fałszywe reportaże z Rosji nagrodą Pulitzera).
Sytuację intelektualistów w Polsce w tych czasach opisuje Teresa Torańska w dziele Oni. W latach 1960–70 (za czasów Władysława Gomułki) pojęcie to nabrało w Polsce odcienia pejoratywnego, jakie posiada w niektórych kręgach do dzisiaj (porównaj np. pojęcie wykształciuch).
Po II wojnie światowej pojawił się problem odpowiedzialności moralnej intelektualistów za praktyczne efekty ich badań (bomba atomowa, napalm itp.). Z drugiej strony spora część intelektualistów zachodnich, na czele z Jean-Paulem Sartre'em, nadal przymykała oczy na zbrodnie stalinowskie i komunistyczne na świecie lub aktywnie w nich uczestniczyła (np. Pol Pot – ludobójca Kambodży, był intelektualistą wykształconym we Francji).
Dość powszechne jest obejmowanie przez intelektualistów – zarówno prawicowych jak i lewicowych – funkcji politycznych (np. Vaclav Havel). W niektórych krajach pojęcie intelektualistów ogranicza się do naukowców i pracowników instytucji naukowych (np. w USA), w innych do grupy związanej z mediami i komunikacją – pisarzy, dziennikarzy, publicystów, artystów, a także nauczycieli (np. we Włoszech). Na Dalekim Wschodzie utożsamiane jest z pojęciem rujia („literaci”), czyli rządzącej biurokracji o wykształceniu konfucjańskim. Najszersze pojęcie intelektualistów ma prawdopodobnie język francuski, gdzie podkreśla się, że nie ma ono nic wspólnego ze stratyfikacją socjologiczną ani polityczną, choć nadal widoczna jest tam tendencja (idąca za koncepcjami Jean-Paula Sartre’a) do utożsamiania „prawdziwych intelektualistów” z lewicą.
Pojęcie to odgrywa istotną rolę w filozofii Antonia Gramsciego oraz w analizach historycznych Johana Huizingi. Józef Bocheński krytykuje współczesne pojęcie intelektualisty jako – nieprawego, jego zdaniem – autorytetu moralnego (a niekiedy nawet absolutnego).

## Inteligencja a intelektualiści
W zależności od kontekstu kulturowego i reprezentowanej opcji socjologicznej pojęcia inteligencji i intelektualistów mogą być lub nie synonimami.
Pojęcie „inteligencji” może być odnoszone do specyficznego tworu historii społecznej Europy Środkowej i Wschodniej – klasy społecznej, która wykształciła się głównie ze zdeklasowanej szlachty i może być uważana za wschodnioeuropejski odpowiednik drobnomieszczaństwa (zawody takie jak prawnik, lekarz, nauczyciel, inżynier), przy okazji zajmującej się również twórczością artystyczną i intelektualną.
Intelektualista to nie każdy członek warstwy społecznej żyjącej z pracy umysłu (klasy inteligenckiej), ale taki, który wytwarza dobra kulturalne, jej wybitny przedstawiciel.